# Револуционар
Револуционар је особа која учествује у револуцији или је заговара. Такође, када се користи као придјев, термин револуционарни се може односити на нешто што има велики, изненадни утицај на друштво или на неки вид људског настојања.

## Дефиниција
Темин — и као именица и придјев — обично се примјењује на пољу политике и повремено у контексту науке, проналазака или умјетности. У политици, револуционар је неко ко подржава нагле, брзе и драстичне промјене, док је реформатор неко ко подржава постепене и додатне промјене. Конзервативац је неко уопштено противи таквим промјенама. Реакционар је неко ко жели да ствари врате на пријашње стање прије него што се догодила промјена.